# Штефан, Анатолий Филиппович
Анато́лий Фили́ппович Ште́фан (26 июня 1926, Николаев, УССР — 19 июня 2003, Обнинск, Россия) — советский военный деятель и педагог, полковник, специалист в области гражданской обороны, радиационной и промышленной безопасности на опасных производственных объектах.
Организатор процесса обучения по вопросам гражданской обороны для РРиС на закрытых объектах ядерно-оружейной промышленности МСМ СССР. Один из организаторов Специальной кафедры ЦИПК МСМ СССР.
Был одним из тех  кто "сделал много полезного для развития системы гражданской обороны в атомной отрасли".

## Биография
Родился 26 июня 1926 года, в  городе Николаеве в семье железнодорожников. С 1942 года участник Великой Отечественной войны, член партизанского отряда действовавшего на территории Воронежской области. В 1943 году призван в ряды РККА и зачислен в Истребительный батальон при УНКВД по Воронежской области.
С 1944 года обучался в Саратовском  военном  училище НКВД СССР. С 1946 года служил в Войсках НКВД по охране железнодорожных сооружений. В 1948 году  экстерном окончил Московское  военное училище  пограничных  войск МГБ СССР. С 1949 года   служил в Пограничных войсках — офицер  штаба УПВ МГБ БССР. С 1952 года в Конвойных войсках НКВД СССР — заместитель  начальника  политотдела 38-й дивизии войск НКВД СССР. С 1953 по 1955 год — командир Отдельного батальона 70-й дивизии войск МВД СССР.
С 1955 по 1958 год проходил обучение в Военном институте КГБ при СМ СССР, в период обучения в военном институте, являлся секретарём партийной организации группы и членом партийного бюро курса. С 1958 года был — начальником штаба МПВО Кировского района города Ленинграда и города Ангарска.
С конца 1958 года зачислен в действующий резерв МВД СССР и прикомандирован к министерству среднего машиностроения СССР. С 1958 по 1962 год служил на Ангарском электролизном химическом комбинате: с 1958 по 1962 год — начальник штаба МПВО и одновременно с 1960 по 1962 год — начальник Второго отдела (охрана и режим), с 1962 по 1963 год — начальник штаба ГО и заместитель директора Ангарского электролизного химического комбината по гражданской обороне. С 1963 по 1967 год — начальник штаба ГО и заместитель директора Восточного горно-обогатительного комбината по гражданской обороне. С 1967 по 1972 год — начальник штаба ГО и заместитель директора Приборостроительного завода МСМ СССР по гражданской обороне, одновременно с 1968 по 1972 год — начальник штаба ГО закрытого города Златоуст-36. 26 апреля 1971 года Приказом Министра обороны СССР № 0484, А. Ф. Штефану было присвоено воинское звание — полковник.
В 1972 году распоряжением министра среднего машиностроения СССР Е. П. Славского, направлен в город Обнинск в Центральный институт повышения квалификации МСМ СССР — для организации цикла обучения по вопросам гражданской обороны в атомной промышленности. Был одним из организаторов, и с 1973 по 1989 год являлся заместителем руководителя Специальной кафедры ЦИПК МСМ СССР.
С 1989 года после отставки продолжал преподавать и читать лекции в учебных заведениях Минатома, в ВОК «Выстрел» и в ВЦОК ГО СССР. С 1993 года консультант МСУЦ Росатома.
Жил в городе Обнинске, умер  19 июня 2003 года, похоронен на Кончаловском кладбище.

## Общественная деятельность
С 1968 года был постоянным членом Президиума ДОСААФ закрытых городов атомной отрасли. С 1968 по 1972 годы избирался  депутатом городского Совета депутатов трудящихся и членом бюро ГК КПСС города Златоуст-36. С 1980 по 1989 год являлся членом Комиссии по контролю за деятельностью администрации по научно-исследовательским работам партийной организации ЦИПК МСМ СССР.

## Награды
- Орден Отечественной Войны I степени (1988 г.);
- Орден «За службу Родине в Вооруженных Силах СССР» III степени (1978 г.);
- Орден Знак Почёта (1972 г.).

Медали СССР и РФ, в том числе:
- Медаль За боевые заслуги (1944 г.);
- Медаль «За победу над Германией в Великой Отечественной войне 1941—1945 гг.» (1946 г.);
- Медаль «За отличие в охране государственной границы СССР» (1952 г.);
- Медаль «За отличную службу по охране общественного порядка» (1958 г.);
- Медаль «За укрепление боевого содружества» (СССР) (1980 г.);
- Медаль «За безупречную службу» — I степени (1963 г.);
- Медаль «За безупречную службу» — II степени (1958 г.);
- Медаль «За воинскую доблесть. В ознаменование 100-летия со дня рождения В.И.Ленина» (1970 г.);
- Медаль «За отличие в воинской службе»  — I степени (1980 г.);
- Медаль «Ветеран Вооружённых Сил СССР» (1984 г.);
- Медаль Жукова (1995 г.);

Юбилейные медали СССР и РФ:
- Юбилейная медаль «30 лет Советской Армии и Флота»   (1949 г.);
- Юбилейная медаль «40 лет Вооруженных Сил СССР»  (1957 г.);
- Юбилейная медаль «50 лет Вооружённых Сил СССР»  (1967 г.);
- Юбилейная медаль «60 лет Вооружённых Сил СССР»  (1978 г.);
- Юбилейная медаль «70 лет Вооруженных Сил СССР»  (1988 г.);
- Юбилейная медаль «50 лет советской милиции» (1968 г.);
- Юбилейная медаль «Двадцать лет Победы в Великой Отечественной войне 1941—1945 гг.» (1965 г.);
- Юбилейная медаль «Тридцать лет Победы в Великой Отечественной войне 1941—1945 гг.» (1975 г.);
- Юбилейная медаль «Сорок лет Победы в Великой Отечественной войне 1941—1945 гг.» (1985 г.);
- Юбилейная медаль «50 лет Победы в Великой Отечественной войне 1941—1945 гг.» (1995 г.);
- Юбилейная медаль «60 лет Победы в Великой Отечественной войне 1941—1945 гг.» (2005 г.)

Ведомственные знаки отличия:
- «Отличник МПВО СССР» (1959 г.);
- «Заслуженный работник МВД» (1962 г.)[11];
- «Отличник Гражданской обороны СССР» (1964 и 1969 г.);
- «Почётный знак ДОСААФ СССР» (1966 г.)
- «Почетный знак Гражданской обороны СССР» (1974 г.);
- «Благодарность Министра внутренних дел СССР» (1957 г.);
- «Благодарность Начальника  ГО СССР» (1974 г.)[12];
- «Благодарность Министра средмаша СССР» (1978, 1981 и 1986[13] гг.);
- «Благодарность Министра обороны СССР» (1988 г.)[14]

## Семья
- Отец — Штефан Филипп Васильевич (1895—1939)
- Мать — Лущина Елена Павловна (1900—1980)
- Жена — Швеева Ирина Николаевна (1927—1997) — работала в системе 8-го ГУ (спецмилиция) МВД СССР. По материнской линии происходила из дворянского рода Цытовичей, внучка  генерала В. С. Цытович[16].

Дети:
- Юрий (1955 — 2005) — подполковник  Спецчастей  ВВ МВД СССР